# إيربيرتو أوران
إيربيرتو أوران (بالإسبانية: Heriberto Urán)‏ ولد بتاريخ 20 أغسطس 1954 في كولومبيا، هو دراج كولومبي سابق.

## روابط خارجية
- إيربيرتو أوران على موقع أرشيف الدراجات (الإنجليزية)
- إيربيرتو أوران على موقع إحصائيات الدراجات الإحترافية (الإنجليزية)